# Качі-Кальон
Качі́-Кальо́н (крим. Qaçı Kalyon — «Хрестовий корабель») — кримський середньовічний печерний монастир (кіновія) на честь святої Анастасії Узорішительниці.

## Розташування
Розташований між селами Баштанівка і Передущельне (Бахчисарайський район) у підніжжі скельного масиву Внутрішньої гірської гряди на правому схилі долини річки Кача, понад дорогою Бахчисарай — Синапне.

## Назва
Топонім «Кальйоне» є запозиченням з іспанської мови слова «галіон» («галеон»), що з'явилося у грецькій мові малоазійських мешканців узбережжя Середземного моря, коли там з'явилися перші іспанські галеони. У давнину цей топонім означав «корабель з великим вітрилом». Етимологію також можна простежити від давньогрецького слова «Галеос» — «Акула»; у цьому випадку топонім тлумачиться як «великий бойовий корабель». Таку назву «печерне місто» могло отримати через форму мису, що нагадує великий корабель.

## Загальний опис
Пам'ятка налічує 250 штучних печер різного віку і різного призначення (у тому числі господарського, виробничого, житлового, церковно-ритуального), вирубаних переважно у стінах 5 великих гротів природного походження. Печери монастиря містяться на відрозі Внутрішньої гряди на висоті 450—510 м над рівнем моря. Їх датують VI—VIII ст. Скеля, де розміщені печери, подібна до носа величезного корабля, причому зверху вона порізана тріщинами, що створюють зображення хреста (звідси й назва «хрестовий корабель»). Біля підніжжя скелі та по крутому схилу розкидані брили вапняку, деякі розміром з двоповерховий будинок. У брилах, що відокремилися від гірського масиву, помітні сліди гірничих виробок.
У Качі-Кальонському гірському масиві нагромадження підземних камер зосереджено близько п'яти великих природних гротів. Частина печер розташована безпосередньо у гротах; деякі з них, очевидно, слугували церквами (на стінах знайдені висічені в породі хрести та грецькі написи). Поміж гротами розташовані групи печер кількістю від 30 до 50, які вирубані у прямовисному скельному масиві й розміщені в кілька ярусів. Усі вони поєднувалися одна з одною терасами, лазами й сходами, які частково збереглися.
Найбільш прикметними є наступні печери Качі-Кальону:
- перший грот — храм святої Софії та виноробний комплекс із чавильнею вина;
- другий грот і чернечий «гуртожиток»;
- третій грот;
- четвертий грот — монастир св. Анастасії;
- п'ятий грот — напівзруйнований.

З північного заходу скелю огороджувала стіна метрової товщини з тесаного каменю. Значна частина поверхні мису Бурун-Кая зайнята давнім цвинтарем. Збереглися надгробки у вигляді двоскатних плит та кам'яних «ящиків». Велика кількість вирубаних у скелі цистерн і тарапанів (чавилень, у яких одночасно можна було переробляти 250 тонн винограду) свідчить про виноробську господарчу специфіку поселення. Рештки будівель датуються X—XI ст.
Хоча ґрунтовні археологічні дослідження пам'ятки не проводилися, виявлені під час розкопок у найближчих її околицях археологічні матеріали дають підстави вважати, що розквіт поселення припав на VIII—IX ст.

## Історія
За висновками історика Є. Веймарна, скіфо-сарматське поселення на місці сучасної Баштанівки існувало вже у V ст.
Вперше село згадується у джиз'ї дефтеру Ліва-і Кефе (османській податкові відомості) 1652 р. як Качі Кал'ян. У документі були перелічені кримські греки — піддані султана та вказано, що село розташоване на землі Кримського ханства (у XV—XVIII ст. тут пролягала межа: на південному сході був розташований кадилик Османської імперії, на північному заході — володіння Кримського ханства).
У XVII ст. на місці «печерного міста» існувало християнське село під назвою «Кальйоне». Топонім «Катчі-Кальйоне» вперше фіксується у XIX ст.
Утворення печерного монастиря св. Анастасії Узорішительниці в Качі-Кальоні не має точного датування. За припущеннями, це відбулося у VIII ст. Збереглися викарбувані грецькі хрести в печерах монастиря, притаманні цьому періодові. В переписці св. єпископа Івана Готського зі св. Степаном згадується обитель. Під час іконоборства ченці емігрували з центру Візантійської імперії до Таврики, утворюючи тут печерні обителі. Вшанування святої великомучениці Анастасії Узорішительниці в період VI—VIII ст. з Костянтинополя поширюється на грецькі острови, південь Італії, Сицилію, Кіпр, Сардинію та Близький Схід; виникають монастирі на честь цієї святої. Письмові джерела про тогочасне життя монастиря не збереглися, проте відомо, що він прийняв статут св. Феодора Студита (826), що обстоював вшанування ікон.
Відсутні достеменні свідчення про те, чи була кіновія святої Анастасії окремим утворенням, чи вона була підпорядкована Успенському Анастасіївському печерному монастиреві, який був розташований у безпосередній близькості й де у XVIII ст. перебувала резиденція митрополита Готського.
У 1774 р. за підсумками російсько-турецької війни Російська імперія оголосила «незалежність» Кримського ханства від Османської імперії, готуючи його анексію і надавши фіктивне «право» обирання ханів. З метою підриву економіки ханства та зміни його демографічного складу готувалося виселення християнського населення Криму (греків, вірмен, італійців та ін.) до Приазов'я. Ініціатором цієї ідеї виступив тогочасний духовний і цивільний очільник православних християн Криму, правлячий архієрей кримської Готсько-Кафської єпархії митрополит Ігнатій, що походив з давнього італійського роду Гозадіно. В дитинстві він був привезений на Афон для виховання, вступив у чернецтво, пройшов усі ступені духовної ієрархії до сану єпископа. У Костянтинополі він увійшов до Вселенського патріаршого синкліту та був піднесений до сану архієпископа з призначенням на Кримську кафедру. Дізнавшись про наміри митрополита Ігнатія, кримські можновладці з огляду на перспективи втрати джерел прибутку почала переслідувати його з метою вбивства. Митрополит знайшов притулок в урочищі Качі-Кальон, де його півтора місяці переховував грек-відлюдник. Депортація християн, котрі забрали з собою чудотворну ікону святої Анастасії Узорішительниці, відбувався в тому числі через Качинську долину.
Наприкінці XVIII ст. монастир остаточно занепав, у ньому залишився єдиний пустельник (існує церковний переказ про нього, не позбавлений фактичних підстав).
У XIX ст. монастир був відроджений за ініціативи архієпископа РПЦ Інокентія (Борисова). Восени 1849 р. він після звернення протоієрея Михайла Родіонова подав до Святішого Синоду РПЦ «Записку про відновлення давніх святих місць по горах Кримських», де запропонував скитський різновид чернецтва як найбільш доцільний для Криму, прийнятий на Афоні й добре відомий у Російській імперії. Імператор Микола I власноруч затвердив «Записку». У 1850 р. скит був відновлений. 13 серпня 1850 р. архієпископ Інокентій відвідав Качі-Кальон, джерело та освятив у храмі святої Анастасії другий приділ на честь Страсної ікони Божої Матері. У 1851 р. територія Качі-Кальона належала поміщикові Г. Хвицькому і за його заповітом та рішенням Синоду була передана у підпорядкування Бахчисарайського Успінського скита.
У 1888 р. коштом громади московських богомільників, котрі періодично ходили на прощі до Анастасіївської обителі, за участі черниць монастиря було відновлено другий давній храм, вирубаний у велетенській окремій брилі, що відвалилася від скелі. Храм був освячений на честь мучениць Софії, Віри, Надії та Любові. Приблизні розміри печерного храму — 4×2,5 м. Він зберігся дотепер, розташований на горі за 350 м від місця, де перебував нині зруйнований Анастасіївський храм. Орієнтований на південний схід, має два входи: над одним з них були викарбувані жолобки для відведення дощової води, а в ніші над входом — рівнокінцевий хрест. У південній і північній стінах облаштовані ніші для ікон. Стіни оброблені косими ударами кайла та оштукатурені. Були вирубані лавки для парафіян, а в підлозі південної частини храму перебувало поховання, закрите кам'яними плитами. Довкола храму збереглися давні поховання та кісткотеки.
Станом на початок XX ст. Анастасіївська обитель була відома як місцевим християнам, так і прочанам. Однак її зачепила хвиля гонінь на християн після захоплення влади більшовиками. 20 червня 1932 р. протоколом засідання № 9 Постійної комісії при Президії ЦВК КрАРСР з питань культу було ухвалено: «Монастирське подвір'я та церкву ліквідувати з огляду на вимоги трудящих довколишніх сіл і передати хутору № 2 радгоспу „Комінтерн“ під культурні потреби». Церковне майно було конфісковане. Доля ченців монастиря невідома. Згодом будівлю церкви та келії було підірвано та розібрано практично до останку, буцімто для будівництва дороги.

## Сучасність
Сучасний однойменний скит було відроджено у 2005 р. дещо віддалік від історичного місця у глибокій балці — на схилі гори Фицьки (Пички), ліворуч і вище: у середині ХХ ст. на цьому місці діяв кар'єр з видобутку каміння, який згодом занедбали. Роботи розпочав ієромонах Дорофей (Волошин) з Бахчисарайського Свято-Успенського чоловічого монастиря, за благословенням настоятеля архимандрита Силуана; за 2-3 місяці з'явилися перші мешканці. 28 травня 2005 р. вважається днем заснування відродженого скита. В одній з печер було створено храм на честь святої Анастасії Узорішительниці, інтер'єр якого виконаний з бісеру. На території скита облаштовано джерело, освячене на честь Святої Софії, Премудрості Божої. Скит очолює ігумен Дорофей.
Однією з головних пам'яток монастиря є гірське джерело, що майже виснажилося на початок ХХІ ст.
Після російської окупації Криму у 2014 р. Качі-Кальон було проголошено «об'єктом культурної спадщини федерального значення». Повна назва об'єкта — «Ландшафтно-рекреаційний парк регіонального значення республіки Крим „Бахчисарай“, печерний монастир „Качі-Кальон“, VIII — кінець XIX століття». Станом на осінь 2020 р. об'єкт входить до «Бахчисарайського історико-культурного заповідника».
28 січня 2018 р. в скиті сталося займання: вогонь спалахнув у кочегарці та перекинувся на інші споруди. Згоріла кухня, дев'ять келій, котельня, трапеза, двоповерхова церковна крамниця, майстерні. Полум'я знищило майже половину будівель монастиря, однак люди та «бісерний храм» не постраждали.
На 2018 р. у монастирі, що підпорядковується УПЦ МП, налічувалося 10 осіб братії та до 20 осіб працівників. На його території проводилося скандальне будівництво: просто поруч із «пам'яткою федерального значення» за участі важкої техніки у скелі споруджувалися храм на честь ікони Пресвятої Богородиці «Троєручиця» та багатоповерхова трапезна на 200 осіб. «Документів на будівництво» мешканці монастиря надати не могли. Значну частину коштів на проведення робіт, які обчислювалися у десятки мільйонів російських рублів, надав Бахчисарайський цементний завод. «Законність» будівництва перевіряли окупаційні «міністерство екології та природних ресурсів» і «служба державного будівельного нагляду». Монастир було оштрафовано на 2000 рублів за несанкціоноване звалище відходів; також перевіряючі нарахували понад 5 млн рублів збитків від вирубки дерев.
Качі-Кальон є одним з найулюбленіших місць -Rope та -Base джамперів. У листопаді 2018 р., згідно з даними російської аналітичної агенції «ТурСтат», гірський монастир Качі-Кальон у Бахчисарайському районі та мис Фіолент у Севастополі очолили рейтинг «кращих місць для містичного туризму в Росії».
В липні 2020 р. під час третього етапу проекту «АрхеоМост. Шлях до давнього Криму», що відбувся в рамках «культурологічної експедиції „Виховання історичної пам'яті“», за благословенням митрополита Сімферопольського і Кримського (УПЦ МП) Лазаря волонтери з Криму, Росії та Білорусі за підтримки та під контролем співробітників «Бахчисарайського історико-культурного заповідника» очистили понад два десятки печерних споруд городища Качі-Кальон від написів, залишених вандалами. Того року проект отримав грант від російського фонду президентських грантів. Подібні експедиції на Качі-Кальоні відбувалися також у 2016 і 2018 рр.